# إلدريد نورمان
إلدريد نورمان (بالإنجليزية: Eldred Norman)‏ هو مخترِع أسترالي، ولد في 9 يناير 1914 في أديلايد في أستراليا، وتوفي في 28 يونيو 1971 في Noosa Heads, Queensland ‏ في أستراليا.